# Maria Louise von Hessen-Rotenburg

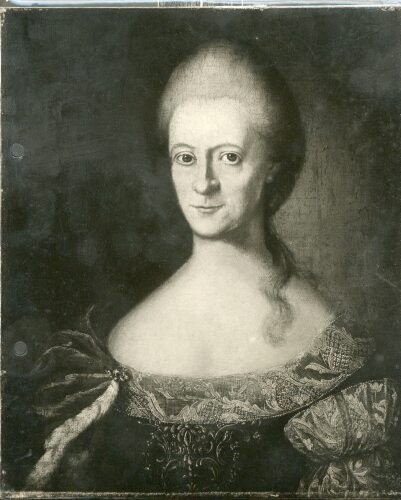

Maria Louise Eleonore von Hessen-Rotenburg (* 18. April 1729 auf Schloss Rotenburg; † 6. Januar 1800 auf Schloss Anholt) war eine landgräfliche Prinzessin aus der Nebenlinie Hessen-Rotenburg des Hauses Hessen und durch Heirat Fürstin von Salm-Salm.

## Leben
Maria Louise wurde als Tochter des Erbprinzen Joseph von Hessen-Rotenburg (1705–1744) und dessen Gemahlin Christine von Salm, Tochter des Ludwig Otto zu Salm (1674–1738) und dessen Ehefrau Albertine Jeannette (Johannette) Catherine Françoise geb. von Nassau-Hadamar (1679–1716), geboren.
Am 16. März 1756 heiratete sie in Hoogstraten den Prinzen Maximilian zu Salm-Salm (1732–1773), Sohn des Fürsten Nikolaus Leopold zu Salm-Salm und der Dorothea Franziska Agnes von Salm (1702–1751). Für die Ehe war eine päpstliche Dispens erforderlich, denn die Eheleute waren Stiefgeschwister. Maximilians Vater hatte in zweiter Ehe die Mutter seiner Braut geheiratet.
Der Ehe entstammten die Kinder 
- Konstantin Alexander Joseph Johann Nepomuk (* 22. November 1762; † 25. Februar 1828), 3. Herzog

⚭ 31. Dezember 1782 Viktoria Felizitas zu Löwenstein-Wertheim-Rochefort (* 2. Januar 1769; † 29. November 1786)
⚭ 4. Februar 1788 Gräfin Maria Walpurgis von Sternberg-Manderscheid (* 11. Mai 1770; † 16. Juni 1806)
⚭ 12. Juni 1810 Catharina Bender, ab 28. September 1830 Frau Salm de Loon durch den König von Preußen  (* 19. Januar 1791; † 13. März 1831)
- Georg Adam Franz (* 26. Mai 1766; † 12. Juli 1834), K.u.K. Rittmeister
- Wilhelm Florentin Friedrich (* 28. September 1769; † 2. März 1824)  Kapitular in Köln, Straßburg und Speyer
- Ludwig Otto Oswald (* 2. Juli 1772; † 5. Februar 1822), sardischer Oberst ⚭ Felicitas Moreno.

Zwei weitere Söhne und eine Tochter starben im frühen Kindesalter. 
Maria Louise erhielt als 17-Jährige eine Präbende im freiweltlichen Stift Essen und wurde im Jahr darauf Mitglied der Todesangstbruderschaft. Sie kam in das Stiftskapitel und wurde 1749 zur Küsterin gewählt.
Nach dem Tod ihres Mannes wurde sie 1773 Mitregentin im Fürstentum Salm, denn der Sohn Konstantin war noch nicht volljährig.